# Elama Faʻatonu
Elama Faʻatonu (ur. 30 kwietnia 1994 w Fagaʻalu) – lekkoatleta z Samoa Amerykańskiego, specjalizujący się w biegu na 100 metrów. Olimpijczyk.
Elama Faʻatonu zadebiutował na arenie międzynarodowej podczas Mistrzostw Świata Juniorów w Lekkoatletyce 2012. Zajął wówczas 7. miejscu w swoim biegu eliminacyjnym, uzyskując czas 11,90. W 2012 roku zakwalifikował się do reprezentacji Samoa Amerykańskiego na Letnich Igrzyskach Olimpijskich 2012. Wystartował w fazie preeliminacyjnej biegu na 100 metrów, zajmując w swoim biegu ostatnią, 7. pozycję z czasem 11,48 i ustanawiając swój rekord życiowy. Uzyskany przez niego wynik był 24. w całej fazie preeliminacyjnej, w związku z czym nie zakwalifikował się do dalszej części rywalizacji.